# Joachim von Sandrart

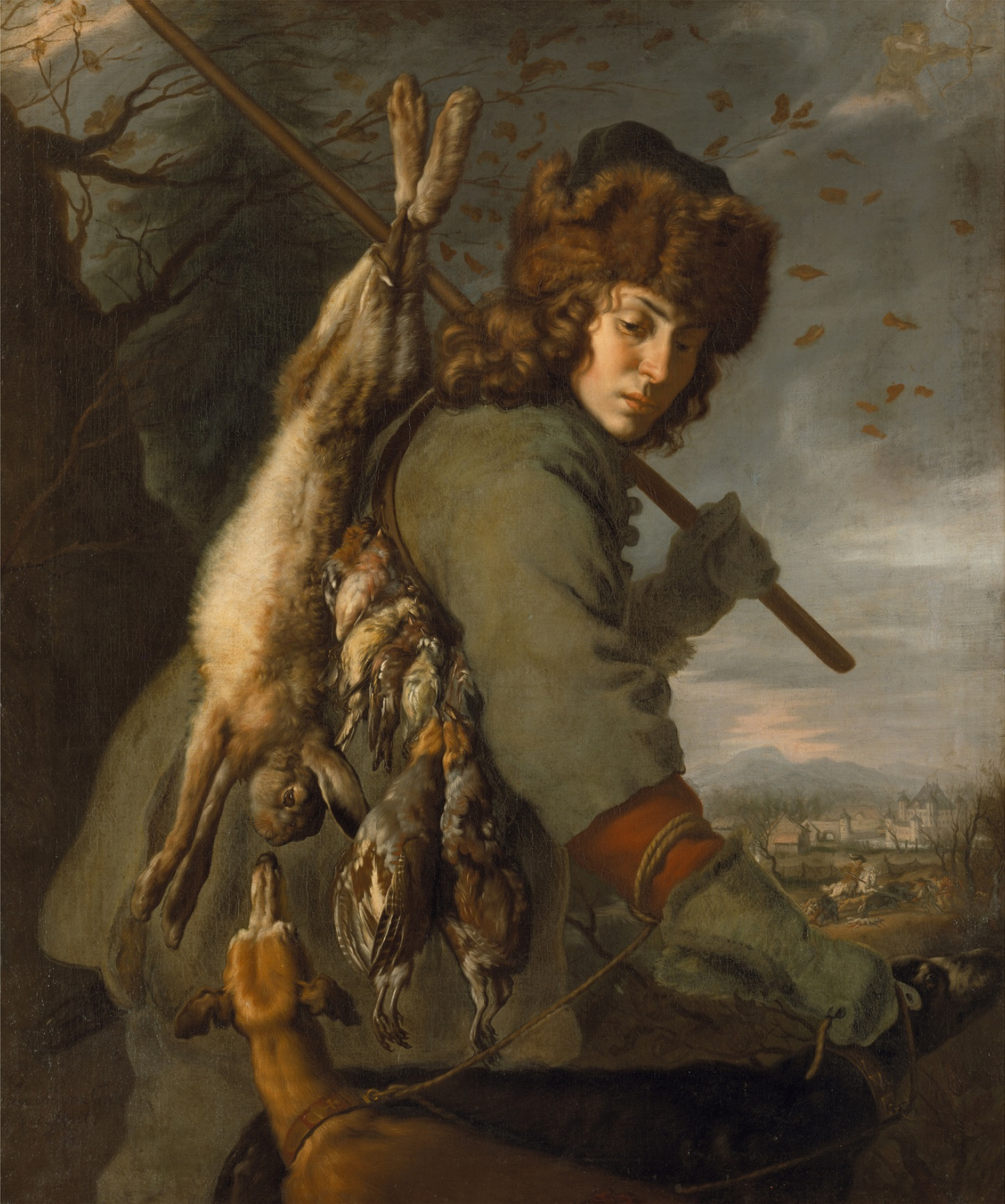
Alegoría del mes de noviembre, 1643. Óleo sobre lienzo, 146 x 122 cm, Palacio de Schleissheim.

Joachim von Sandrart (Fráncfort del Meno, 12 de mayo de 1606-Núremberg, 14 de octubre de 1688) fue un historiador de arte, pintor y grabador alemán del siglo XVII. Fue igualmente traductor y está considerado como el primer historiador del arte de nacionalidad alemana.

## Biografía

### Primeros años
Sandrart nació en Fráncfort del Meno, en el seno de una familia de comerciantes originaria de Mons (Bergen en neerlandés), localidad de la actual provincia belga de Henao. Joachim von Sandrart fue hijo de Lorenz von Sandrart, oriundo de Valenciennes. Jacob von Sandrart, grabador y marchante de arte de Núremberg, fue su sobrino.
Sandrart fue ecléctico como pintor, oscilando entre un tenebrismo naturalista y costumbrista, y un barroco clasicista y ornamental. Absorbió influencias de múltiples autores. Su obra no es muy original, y es famoso más bien por su labor escrita y su influencia en otros artistas.
Hacia 1620, teniendo en torno a los catorce años, comenzó a formarse como pintor y grabador con Peter Issenburg en Núremberg, y posteriormente con Aegidius Sadeler II en Praga en 1622-1623. Después viajó a Utrecht, donde se hizo alumno (1625) de Gerrit van Honthorst, con quien permaneció hasta el año 1629. Conoció a Rubens, y cuando Honthorst fue invitado a Inglaterra en 1627, Sandrart le acompañó.
Luego Sandrart marchó a Italia. Se hizo allí famoso como retratista. En Italia pintó, entre otras obras, una Muerte de Séneca, pieza de nocturno dentro del estilo de Honthorst. En esta época produjo igualmente los dibujos para las planchas de la Galería Justinianea que serían grabados entre otros por Cornelius Bloemaert. Gracias al papa Urbano VIII, Sandrart obtuvo numerosos encargos, sobre todo retratos y escenas religiosas destinadas a las iglesias de Roma. Produjo una gran cantidad de dibujos que sirvieron de base a las ilustraciones del Itinerarium Italiae nov-antiquae de Martin Zeiller y de la Archontologia cosmica de Johann Ludwig Gottfried.

### Notoriedad
En 1635, Sandrart volvió a Fráncfort, donde estuvo dos años. En 1637, debido a la guerra de los Treinta Años, estuvo de nuevo en Holanda, en Ámsterdam, donde residió hasta 1645. Allí fue bien recibido por la buena sociedad de la ciudad, como conocedor del arte, pintor y marchante. Allí realizó en 1638 un gran retrato de grupo, La compañía del capitán Bicker (Rijksmuseum), con motivo de la visita de María de Médicis a la ciudad. Para Maximiliano I de Baviera pintó una serie alegórica de Los doce meses y del Día y de la Noche para adornar una galería en el Palacio de Schleißheim, donde aún se conservan. Los cuadros de los meses serían luego difundidos en grabado por varios grabadores.
Después de la muerte de su suegro en 1645, Sandrart heredó el palacio de Stockau cerca de Ingolstadt. Abandona entonces los Países Bajos para tomar posesión de la herencia.
Se estableció en Núremberg en el año 1649, atraído por la perspectiva de contratos muy ventajosos. Allí vivirá ya el resto de su vida. Alcanzó tal prestigio, que se le encomendó el remozamiento de la tumba de Durero en el cementerio de St. Johannis; él sería sepultado en el mismo camposanto. Su pintura Banquete de paz, que se encuentra actualmente en el ayuntamiento de Núremberg (1649), es la más notable de esta época y muestra al conde palatino Carlos X Gustavo de Suecia con sus enviados suecos, así como los altos dignatarios del imperio. 
Fue ennoblecido por el Imperio el 20 de julio de 1653 en Ratisbona. Se le entrega el título de consejero del Palatinado-Neoburgo. Habiendo pintado en Viena el retrato del emperador Fernando III, de su esposa, del rey de Roma Fernando IV y del archiduque Leopoldo, fue recompensado con un título de nobleza austriaca.
En 1676 fue admitido como miembro de la academia de lengua alemana Fruchtbringende Gesellschaft.

## Obra
Se le conoce sobre todo como autor de libros de arte, algunos de ellos en latín, y especialmente por su obra histórica, Teutsche Academie («Academia alemana de las nobles artes de la arquitectura, escultura y pintura»; Núremberg, 1675-1679), de la que hay una edición más reciente de Sponsel (1896). El principal atractivo de dicha obra es su caudal informativo sobre el mundillo artístico romano, recopilado por Sandrart durante su estancia allí.
Publicó el primer estudio biográfico del artista alemán Mathis Gothart, y al tiempo de hacerlo le dio a este pintor el apellido incorrecto de Grünewald, por el que actualmente se le conoce.
Como pintor, fue muy estimado por sus contemporáneos. Cultivó diversos géneros: retratos, retablos, escenas mitológicas, cuadros históricos y alegorías.